# 文成県 (遼寧省)
文成県（ぶんせい-けん）は中華人民共和国遼寧省にかつて存在した県。現在の葫芦島市建昌県東部に相当する。
前漢により設置され、後漢により廃止された。